# ابراهیم میته (بازیکن فوتبال)
ابراهیم میته (انگلیسی: Ibrahim Meite؛ زادهٔ ۲۹ ژوئیهٔ ۱۹۹۶) بازیکن فوتبال اهل بریتانیا است.
از باشگاه‌هایی که در آن بازی کرده‌است می‌توان به باشگاه فوتبال کاردیف سیتی اشاره کرد.